# Automobiles Bignan
Automobiles Bignan är en fransk biltillverkare som var verksam i Courbevoie mellan 1918 och 1931.

## Historia

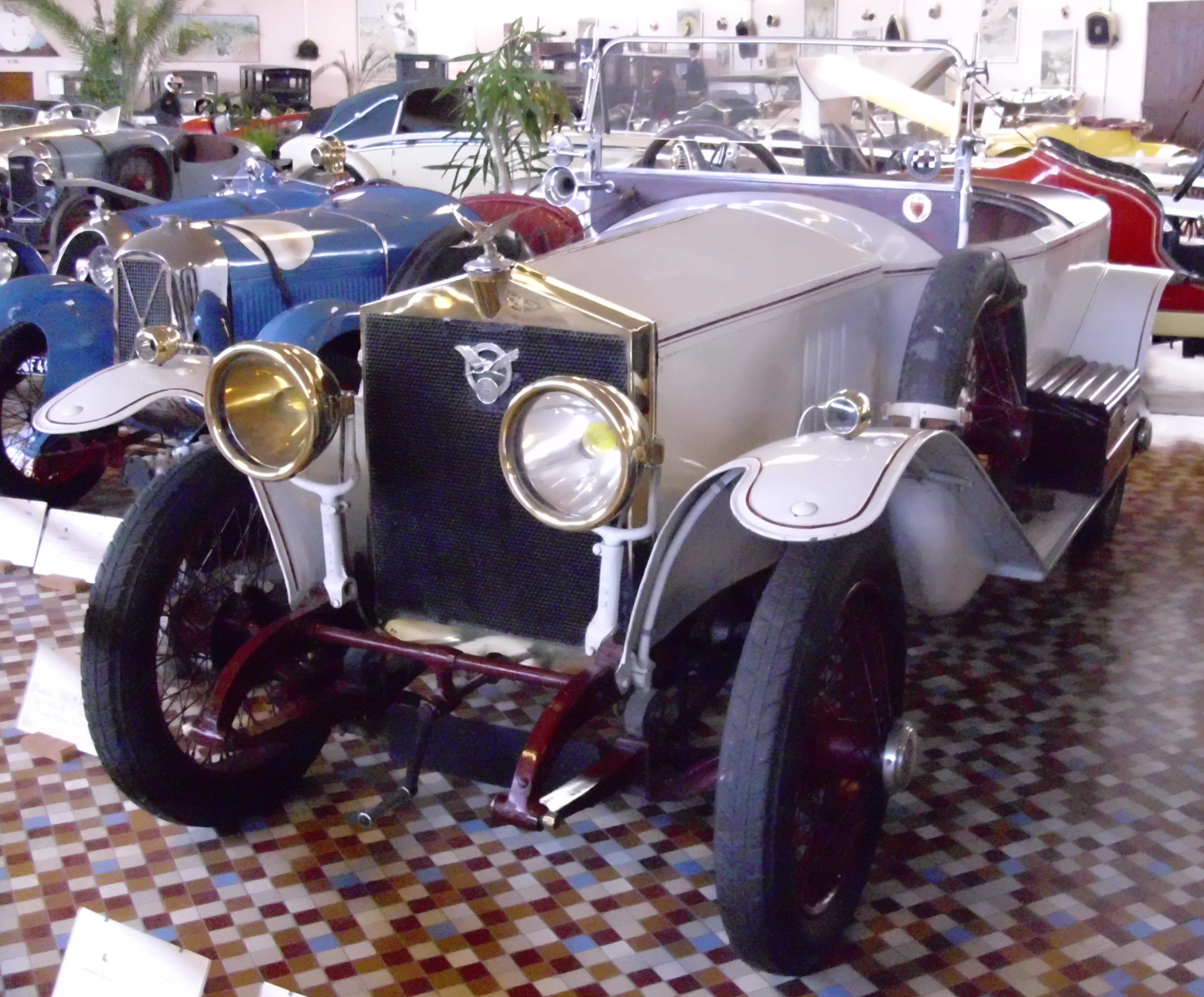
Bignan 1919

Jacques Bignan hade varit underleverantör till bilindustrin innan han började tillverka bilar under eget namn efter första världskriget. De första bilarna byggdes hos Automobiles Grégoire. Bignan byggde även tävlingsbilar och vann bland annat Rallye Monte-Carlo 1924. När Grégoire lade ner verksamheten 1924 tog Bignan över lokalerna.
1926 tvingades Jacques Bignan sälja sitt företag. Bignan passerade sedan mellan olika ägare som försökte driva företaget vidare innan verksamheten slutligen upphörde 1931.